# シャルル・エチエンヌ・ギュダン・ド・ラ・サブロニエール

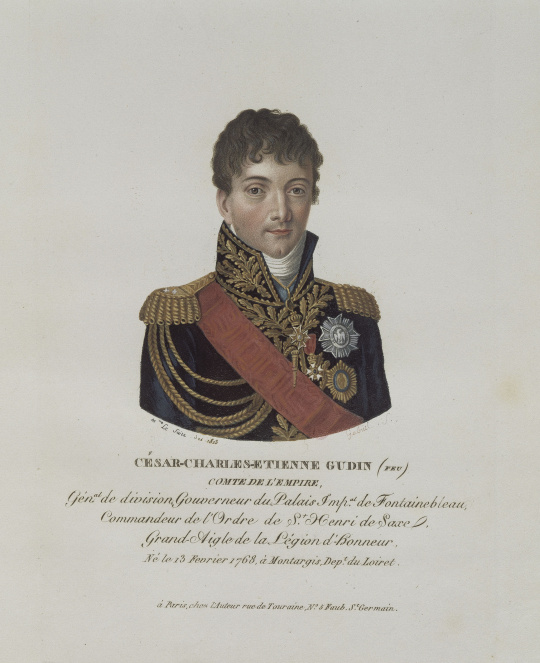
シャルル・エチエンヌ・ギュダン・ド・ラ・サブロニエール

セザール・シャルル・エチエンヌ・ギュダン・ド・ラ・サブロニエール（Charles Étienne Gudin de La Sablonnière、1768年2月13日 サン・モリス・シュル・アヴェイロン（ロワレ県） - 1812年8月22日 スモレンスク）は、フランス第一帝政期の将官。　

## アンシャン・レジーム時代
ナポレオン・ボナパルトと同時期にエコール・ド・ブリアンヌに学び、のち1784年にアルトワ歩兵連隊の少尉となる。1791年、サン・ドミニク遠征に参加。

## フランス革命戦争
ライン方面軍（後のライン・モゼル軍）に送られる。
大隊長（1793年)、将軍副官（1794年）を経て、ジャン・ヴィクトル・マリー・モローの指揮下（1795年-1796年）で名を挙げ、交戦地域の参謀に抜擢される。
1799年2月、ギュダンは旅団長の階級を得る。グリムゼル峠を掌握し、ヴァレの交通を開き、サン・ゴタール峠においてオーストリアおよびロシア軍、その他の勢力を破る。ライン方面軍の参謀長として、1800年7月6日に師団長に昇格。

## 執政政治時代と帝政時代
1804年、ナポレオン（1世）はルイ＝ニコラ・ダヴーの第3部隊を彼に預ける。ギュダンはこれを用いて1805年オーストリア遠征を行い、さらに1806年プロシア、1807年ポーランドへ遠征。1805年から1806年、大陸軍のアウエルシュタットの戦いにおいて負傷するもさらにアイラウの戦いに加わる。1805年から1813年にかけてルイ・フリアン（第1部隊）およびシャルル・アントワン・モラン（第2部隊）らの将官とともに第3部隊の司令部に参加。ナポレオンに"brelon"と称される。
1809年、ギュダンはダヴー部隊右翼の指揮を行い、タンおよびアベンスベルクの役で顕著な活躍を見せる。部隊を率いてジャン・ランヌの指揮下に入り、エクミュールの戦いおよびレーゲンスベルクの戦いで軍事的才覚を大きく伸ばす。プレスブールの障壁となっていたドナウ川の島のひとつを排除した功績によってレジオン・ドヌール最高勲章を授与される。さらにはヴァグラムの戦いでは再び負傷するものの、栄誉ある戦績を残す。
ギュダンが将軍として名を挙げたのはロシア遠征の初期である。ヴァルティノの戦い（8月19日）では、ロシア軍の縦隊を撃破した彼の部隊が続けざまに敵陣を奪う活躍を見せるが、このとき大砲の弾が命中してギュダンは片脚を失った。一旦は命は取り留めたものの、壊疽によりスモレンスクにて1812年8月22日没した。
遺体はスモレンスクに埋葬された。フランス軍はこれを掘り起こして帰還させるつもりでいたが、軍の敗走撤退によりそれは叶わなかった。2019年になりフランス政府の要請を受け、ロシアとフランスの研究科チームが埋葬場所と看られる墓を発掘した。発見された遺骨の片脚が無いという状況およびDNA鑑定による確認の結果、ギュダン本人のものであると確認された。遺骨は今後、フランス国内に持ち帰られ、ナポレオンの墓所もある廃兵院（オテル・デ・ザンヴァリッド）など適切な地が選ばれ、安置される予定である。
ギュダンは帝国元帥ルイ＝ニコラ・ダヴーの親しい友人でもあり、また、ブリアンヌ時代からの知己であったナポレオンには特に個人的な交流があり、評価されていた。

## 没後
ギュダンはロワレ県のサン・モリス・シュル・アヴェイロンに埋葬されている。墓は墓地の高見に現在もある（多くの家族も葬られている）。また、エトワール凱旋門の東面にその名が刻まれている。
ルイ＝ドゥニ・カイユエットによる胸像をヴェルサイユ宮殿の戦役ギャラリーに見ることができる。
モンタルジの憲兵隊隊員宿舎は彼の名をとって「ギュダン舍」と呼ばれている。この宿舎はかつて（2000年軍隊法以前）は通信隊学校の宿舎であった。